# Bandera de Constantí
La bandera oficial de Constantí té la descripció següent:
Bandera apaïsada de proporcions dos dalt per tres de llarg, vermella, amb una corona de llorer d'estil romà de color groc, inscrita en una circumferència imaginària situada en el mig del drap, i de diàmetre de 5/9 de l'alt.

## Història
Es va publicar en el DOGC el 3 de juliol de 1995.